# Slottet i Castelnaud-la-Chapelle

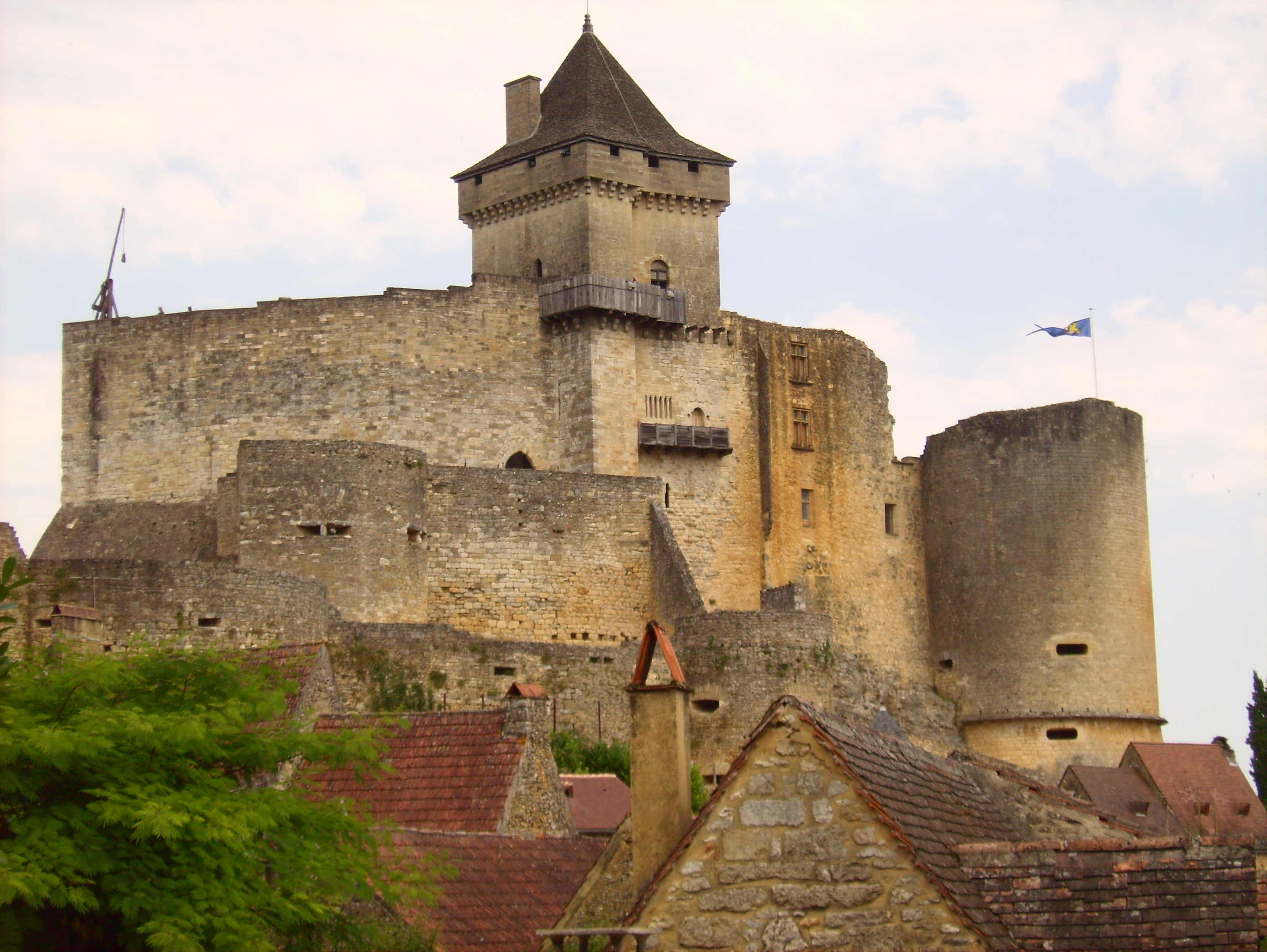
Slottet i Castelnaud-la-Chapelle

Slottet i Castelnaud-la-Chapelle (franska: Château de Castelnaud-la-Chapelle) ligger vid floden Dordogne i Perigord, i Frankrike. Det är en medeltida fästning som byggdes upp för att visas mot sin rival, slottet i Beynac. Dordogne utgjorde gränsen i norr mot de mäktiga baronerna i Beynac.
De äldsta dokument som nämner slottet är från 1200-talet då det figurerade i samband med Albigenserkriget. Den som styrde slottet var  katarernas ledare Bernard de Casnac som var känd för sin grymhet. Albigenserna intog slottet 1214 genom dess ledare Simon de Montfort som installerade en garnison, men Bernard återtog slottet och hängde därefter hela garnisonen. Senare fördrevs Bernard från slottet av ärkebiskopen av Bordeaux.
Under Hundraårskriget hade slottets kastellaner sin lojalitet med Angevinerna, medan ägarna till slottet i Beynac på andra sidan floden hade den med Frankrikes kung. 1442 belägrade den franske kungen Karl VII slottet efter tre veckors strider. Under religionskrigen 1562-1598 övertog en av de mest framträdande hugenotterna, Geoffroy de Vivans, slottet. De Vivans var underställd Henrik IV och hade en mäktig position i regionen. Under denna tid utsattes inte slottet för några attacker.
Efter en tid började slottet att överges bit för bit fram till att det låg i ruiner vid tiden för Franska revolutionen. Slottet restaurerades 1966 till stora kostnader för att återuppbygga den historiska arkitekturen. Det är idag i privat ägo men öppet för allmänheten och inrymmer ett museum som visar medeltida krigföring, med bland annat rekonstruktioner av belägringsvapen som till exempel trebucheter.